# U.S. Clay Court Championships
Lo U.S. Clay Court Championships è stato un torneo femminile di tennis che si disputava negli Stati Uniti su campi in terra rossa. La prima edizione si è disputata a Pittsburgh nel 1912, due anni dopo lo U.S. Men's Clay Court Championships

## Località
- 1953: Chicago
- 1954: River Forest
- 1955-69: Non disputato
- 1970-86: Indianapolis

## Albo d'oro

### Singolare
| Anno      | Campionessa      | Finalista               | Punteggio     |
| --------- | ---------------- | ----------------------- | ------------- |
| 1953      | Maureen Connolly | Althea Gibson           | 6–4, 6–4      |
| 1954      | Maureen Connolly | Doris Hart              | 6–3, 6–1      |
| 1955-1970 | Non disputato    | Non disputato           | Non disputato |
| 1971      | Billie Jean King | Linda Tuero             | 6–4, 7–5      |
| 1972      | Chris Evert      | Evonne Goolagong        | 7–6, 6–1      |
| 1973      | Chris Evert      | Veronica Burton         | 6–4, 6–3      |
| 1974      | Chris Evert      | Gail Sherriff-Chanfreau | 6–0, 6–0      |
| 1975      | Chris Evert      | Dianne Fromholtz        | 6–3, 6–4      |
| 1976      | Kathy May        | Brigette Cuypers        | 6–4, 4–6, 6–2 |
| 1977      | Laura DuPont     | Nancy Richey            | 6–4, 6–3      |
| 1978      | Dana Gilbert     | Viviana González        | 6–2, 6–3      |
| 1979      | Chris Evert      | Evonne Goolagong        | 6–4, 6–3      |
| 1980      | Chris Evert      | Andrea Jaeger           | 6–4, 6–3      |
| 1981      | Andrea Jaeger    | Virginia Ruzici         | 6–1, 6–0      |
| 1982      | Virginia Ruzici  | Helena Suková           | 6–2, 6–0      |
| 1983      | Andrea Temesvári | Zina Garrison           | 6-2, 6–2      |
| 1984      | Manuela Maleeva  | Lisa Bonder             | 6–4, 6–3      |
| 1985      | Andrea Temesvári | Zina Garrison           | 7–6, 6–3      |
| 1986      | Steffi Graf      | Gabriela Sabatini       | 2–6, 7–6, 6–4 |

### Doppio
| Anno | Campionesse                               | Finalista                                 | Punteggio     |
| ---- | ----------------------------------------- | ----------------------------------------- | ------------- |
| 1971 | Judy Dalton Billie Jean King              | Julie Heldman Linda Tuero                 | 6–1, 6–2      |
| 1972 | Evonne Goolagong Lesley Hunt              | Margaret Court Pam Teeguarden             | 6–2, 6–1      |
| 1973 | Patti Hogan Sharon Walsh                  | Fiorella Bonicelli María-Isabel Fernández | 6–4, 6–4      |
| 1974 | Gail Sherriff-Chanfreau Julie Heldman     | Chris Evert Jeanne Evert                  | 6–3, 6–1      |
| 1975 | Fiorella Bonicelli María-Isabel Fernández | Gail Sherriff-Chanfreau Julie Heldman     | 3–6, 7–5, 6–3 |
| 1976 | Linky Boshoff Ilana Kloss                 | Laura DuPont Wendy Turnbull               | 6–2, 6–3      |
| 1977 | Linky Boshoff Ilana Kloss                 | Mary Carillo Wendy Overton                | 5–7, 7–5, 6–3 |
| 1978 | Helena Anliot Helle Sparre-Viragh         | Barbara Hallquist Sheila McInerney        | 6–3, 6–1      |
| 1979 | Kathy Jordan Anne Smith                   | Penny Johnson Paula Smith                 | 6–1, 6–0      |
| 1980 | Anne Smith Paula Smith                    | Virginia Ruzici Renáta Tomanová           | 6–4, 3–6, 6–4 |
| 1981 | JoAnne Russell Virginia Ruzici            | Sue Barker Paula Smith                    | 6–2, 6–2      |
| 1982 | Ivanna Madruga Catherine Tanvier          | JoAnne Russell Virginia Ruzici            | 7–5, 7–6      |
| 1983 | Kathleen Horvath Virginia Ruzici          | Gigi Fernández Beth Herr                  | 4–6, 7–6, 6–2 |
| 1984 | Alycia Moulton Paula Smith                | Elise Burgin JoAnne Russell               | 6–2, 7–5      |
| 1985 | Katerina Maleeva Manuela Maleeva          | Penny Barg Paula Smith                    | 3–6, 6–3, 6–4 |
| 1986 | Steffi Graf Gabriela Sabatini             | Gigi Fernández Robin White                | 6–2, 6–0      |